# Michael Berger (Künstler)
Michael Berger (* 1966 in Johannesburg) ist ein deutscher Schmuckdesigner, Goldschmiedemeister und Zeichner. Schwerpunkte seiner Arbeit sind der kinetische Schmuck, kinetische Objekte und die Zeichnung. Bevorzugtes Material sind Edelstahl und Gold.

## Leben
Nach seiner Geburt in Johannesburg wuchs Berger in Münster auf, wo er 1987 eine Ausbildung zum Goldschmied begann. Bis 1992 arbeitete er als Geselle in Koblenz und Düsseldorf und bestand 1998 die Meisterprüfung. Parallel dazu studierte er bei Günter Jäntsch Aktzeichnen.
Er war sieben Jahre Mitarbeiter und Werkstattleiter bei Friedrich Becker. 1999 macht sich Berger mit seinem eigenen Atelier in  Düsseldorf-Oberkassel selbstständig und ist seit 2007 Mitglied der Künstlergruppe »düsselGOLD«, des Bundesverband Kunsthandwerk und der Gesellschaft für Goldschmiedekunst, Hanau.

## Auszeichnungen
- 2004: Schmuckpreis Nordrhein-Westfalen
- 2005: Bochumer Designpreis
- 2007–2008: Tahitian Pearl Trophy, Erster Preis International, Kategorie „Schmuck für den Herrn“
- 2009: Staatspreis für das Kunsthandwerk des Landes Nordrhein-Westfalen

## Ausstellungen
- 1997: In der Mitte der Tafel, Solingen
- 1999: manu faktum, Solingen
- 1999: Kostbarkeiten aus Stahl, Düsseldorf
- 2000: Asymmetrie und Harmonie, Gesellschaft für Goldschmiedekunst, Frankfurt
- 2001: funktionelle Gestaltung, HWK Dortmund
- 2001: manu faktum, Kevelaer
- 2004: Thema Stahl, Kolloquium NRW – Solingen, Pforzheim, Chemnitz, Hanau
- 2004: antistatic04, Geldern
- 2005: manu faktum, Zons
- 2007: Wertzeichen, Gesellschaft für Goldschmiedekunst, Hanau
- 2007: manu faktum, Düsseldorf
- 2007: düsselGOLD, Stadtmuseum Düsseldorf
- 2008: new play in art, Heller Garden, Gardone Riviera (I),
- 2008: Origin, London (GB)
- 2008: effervescence III, West Dean College, Chichester
- 2008: düsselGOLD, Goethe Museum Düsseldorf
- 2009: Origin, London
- 2009: JOYA, Barcelona
- 2009: manu faktum, Kevelaer
- 2009: düsselGOLD, Goethe Museum Düsseldorf
- 2010: Origin, London
- 2009: Finger Symbols, Bonhoga Gallery, Shetland
- 2009: JOYA, Barcelona
- 2009: düsselGOLD, Goethe Museum Düsseldorf
- 2011: COLLECT, Saatchi Gallery, London, presented by Lesley Craze Gallery
- 2011: JOYA, Barcelona – Invited guest artist
- 2011: düsselGOLD, Goethe Museum Düsseldorf
- 2011: manu faktum, Zons
- 2011: All that glitters is not gold, Electrum Gallery, London
- 2012: Target the heart, Electrum Gallery, London

## Publikationen
- Katalog: Die Mitte der Tafel, Hanau, Solingen, Dt. Ges. für Goldschmiedekunst, Hanau 1997
- Katalog: Asymmetrie und Harmonie, Dt. Ges. für Goldschmiedekunst, Hanau 2000
- Katalog: antistatic04, Kunstverein Gelderland, Geldern 2004
- Katalog: WertZeichen. Dt. Ges. für Goldschmiedekunst, Hanau 2007
- Katalog: Contemporary Jewellery 2011, Grupo Duplex (E) 2011

- Buch: Minimal rings, Arch Gregory – Full Spectrum Publishing, 2004, S. 113, 124
- Buch: JEWELRY DESIGN, daab-Verlag, Köln, August 2008, S. 74–79
- Buch: The Compendium Finale of Contemporary Jewellers 2008, Darling Publications, Köln 2008, Vol. 1, S. 229–230

- Zeitschrift: GZ – Goldschmiede Zeitung 01/2005, Artikel: die vierte Dimension – Schmuck in Bewegung, S. 97
- Zeitschrift: Kunsthandwerk & Design. 03/2011, Artikel: Kühle Schönheiten, S. 38–43
- Zeitschrift: Noovo 01, pepinpress (NL) 2011